# Chehaima
Chehaima, est une commune de la wilaya de Tiaret en Algérie.

## Géographie
Chehaima est située à l'extrême sud de la wilaya de Tiaret et à 73 km de son siège et à 24 km de la daïra d'Aïn Deheb. Les communes avoisinantes sont Tousnina de l'est, Medrissa du sud, Cheguig (dans la wilaya d'El Bayadh) et la wilaya de Laghouat.